# 角岡泰成
角岡 泰成（つのおか やすなり）は愛知県出身の自称メディアプロデューサー、ソングライター、ライター。

## 概要
数多くのメディア、音楽、映画・映像、番組、イベント等、幅広く手掛けていたと広言。
実父は元日活アクション俳優の西本相正。
音楽プロデューサーとして関口誠人（C-C-B）を手がけ、複数の通名でアーティストに楽曲提供も行っていた。あいどるすくーる、キューティクルの総合プロデューサーでもある。MMEレコード主催者。
2011年7月12日、角岡自身が経営する芸能プロダクションに所属する高校2年の女子生徒(16歳)に対し強姦で、愛知県警に現行犯逮捕された。 
角岡は、映画の出演をさせる約束で、自社所属のアーティストをホテルに誘い、口実として、ホテル内で撮影したVTRを映画制作会社に提出する義務があるとし、脅迫・暴行の末、淫らな行為を行う。
女子生徒がトイレに携帯を持って逃げ込み110番通報、現行犯逮捕された。 
2011年8月3日、強制わいせつと児童買春・ポルノ禁止法違反（製造）で、愛知県警に再逮捕された。

## 作品
- 映画「いつものように (映画)|いつものように」（1997年、けんもち聡監督）　プロモーション
- 映画「ここに、幸あり」（2003年、けんもち聡監督）　WEB＆メイキング
- TVドラマ「引越しの日に出会った」（2004年、小野真弓 主演）　編集
- 映画「この町にいます」（2006年、けんもち聡監督）　メイキング
- DVD「グラドル千本ノック」（2008年、河崎実監督）　プロデュース
- 映画「koganeyuki」（2009年、古新舜監督）　配給・プロデュース
- DVD「あいる少尉の棒愛」（2010年、河崎実監督）　プロデュース